# Abborrtjärnen (Borgvattnets socken, Jämtland)
Abborrtjärnen är en sjö i Ragunda kommun i Jämtland och ingår i Indalsälvens huvudavrinningsområde. Sjön har en area på 0,0763 kvadratkilometer och ligger 267 meter över havet.

## Delavrinningsområde
Abborrtjärnen ingår i det delavrinningsområde (702616-149662) som SMHI kallar för Ovan 702513-149600. Medelhöjden är 288 meter över havet och ytan är 2,46 kvadratkilometer. Det finns inga avrinningsområden uppströms utan avrinningsområdet är högsta punkten. Vattendraget som avvattnar avrinningsområdet har biflödesordning 3, vilket innebär att vattnet flödar genom totalt 3 vattendrag innan det når havet efter 159 kilometer. Avrinningsområdet består mestadels av skog (84 procent). Avrinningsområdet har 0,07 kvadratkilometer vattenytor vilket ger det en sjöprocent på 3 procent.